# Паленко Максим Іванович
Макси́м Іва́нович Паленко (3 грудня 1976, Новоолександрівка Дніпропетровської області, УРСР) — український художник, графік та ілюстратор, один з ілюстраторів українського видавництва А-БА-БА-ГА-ЛА-МА-ГА.

## Життєпис
Народився в Новоолександрівці на Дніпропетровщині. З дитинства любив читати й малювати.
1996 року закінчив Дніпропетровське художнє училище, 1996—2001 — навчався в Українській академії друкарства у Львові. З 2004 року працює книжковим ілюстратором, живе у Львові. Співпрацює з дніпровським гуртом «Вертеп», для якого деколи складає пісні, малює обкладинки альбомів і навіть час від часу співає
Співпрацює з «Видавництвом Старого Лева» та «А-Ба-Ба-Га-Ла-Ма-Га». З 2010 року працює як художник-постановник у анімаційному проекті «Книга Тіней».
Автор ілюстрацій до книг «Мій тато і зелений Алігатор», «Кімнатні пірати», «Ракета на чотирьох лапах», «Вікінг у моєму ліжку», «Гармидер у школі», «Знамениті сіднички мого братика» (Дж. Стронг), «Пригоди тричі славного розбійника Пинті» (Олександр Гаврош), трилогії «Джури характерники» Володимира Рутківського та ін.
Веде вебсторінку в соціальній мережі "Фейсбук" (https://www.facebook.com/max.palenko), де публікує свої малюнки.

## Сім'я
- мати Паленко Валентина Миколаївна (1952—2003), учителька української мови й літератури,
- батько Паленко Іван Анатолійович (1949—2018)
- має доньку Софію.

## Нагороди
- 2011 році за рейтингом Інституту Роберта Боша ввійшов у п'ятірку найкращих українських ілюстраторів[6].